# When the Rain
When the Rain è un singolo del gruppo musicale italiano Lollipop, il terzo estratto dal loro album di debutto Popstars; è stato pubblicato il 30 novembre 2001.

## Descrizione
La canzone è una ballata scritta da Sabrina Pistone. Il CD singolo conteneva un poster-calendario raffigurante una foto delle componenti del gruppo per il 2002 e, tra i brani, erano presenti anche una traccia strumentale della canzone durante la quale il gruppo ringraziava chi aveva dato loro l'opportunità di intraprendere la carriera musicale facendogli vincere il talent show Popstars e augurava buone feste, e un remix di un altro loro brano intitolato Weekend Lover.

## Video musicale
Il brano è stato accompagnato da un videoclip girato tra Courmayeur e i picchi del Monte Bianco.

## Tracce
CD singolo
1. When The Rain (Album Version) – 3:51
2. When The Rain (2010 Remix Radio Version – 4:48
3. When The Rain (2010 Remix Extended Version) – 6:15
4. Weekend Lover (Remix) – 4:05
5. When The Rain (Lollipop For Fans) – 2:02

## Classifiche
| Classifica (2001) | Posizione massima |
| ----------------- | ----------------- |
| Italia            | 17                |